# Calcodonte
Calcodonte, na mitologia grega, foi um rei da Eubeia.
Calcodonte era filho de Abas, filho de Netuno e Aretusa; Abas, seu pai, foi o primeiro a reinar na Eubeia, e teve dois filhos com Aglaia, Calcodonte e Canethus.
Calcodonte foi o pai de Elefenor, cuja mãe, segundo Pseudo-Apolodoro, era Alcione  ou, segundo outras fontes, era Imonarete.
Abas foi morto, acidentalmente, por Elefenor, porque este viu o avô sendo conduzido com um escravo, que não o tratava com o devido cuidado, e, ao tentar acertar o escravo com um porrete, atingiu o avô, matando-o. Elefenor foi banido da Eubeia depois deste evento.
Calcodonte, sucessor de seu pai Abas, derrotou os tebanos, obrigando-os a pagar um tributo anual, mas foi derrotado por Anfitrião, pai humano de Héracles. Calcodonte e sua esposa Imonarete tiveram dois filhos, Elefenor e Pirecmes.  Pirecmes renovou a guerra contra Tebas, mas foi derrotado e capturado por Héracles, que o executou amarrando-o a cavalos e fazendo ele ser esquartejado.